# Mohoro, Tanzania
Mohoro este o așezare situată în partea estică a Tanzaniei, în Regiunea Pwani. La recensământul din 2002 înregistra 8.175 locuitori.